# Josh Lucas
Joshua Lucas Easy Dent Maurer (Little Rock, Arkansas, 20 de junio de 1971), conocido profesionalmente como Josh Lucas, es un actor de cine y televisión estadounidense. Es conocido por sus intervenciones en películas como American Psycho (2000), A Beautiful Mind (2001), Sweet Home Alabama (2002), Poseidón (2006) y Ford v Ferrari (2019).

## Biografía
Josh Lucas nació en Little Rock, Arkansas, Estados Unidos el 20 de junio de 1971. Los padres de Josh Lucas, él médico y ella enfermera, eran dinámicos activistas políticos, lo que provocó que su infancia sufriese un continuo traslado de estados hasta su ubicación final en Gig Harbor, localidad ubicada en el estado de Washington. Se graduó en la Gig Harbor High School de Gig Harbor, Washington, en 1989. El actor decidió no ir a la universidad con el fin de poder desarrollar correctamente su carrera como actor. Actualmente reside en la ciudad de Nueva York, Estados Unidos. Tras debutar como actor en producciones teatrales de su instituto, en donde fue premiado por varias de sus interpretaciones, Josh se trasladó a la ciudad de Los Ángeles.

## Carrera
Josh Lucas inició su trayectoria como actor profesional a comienzos de la década de los 90 en el mundo de la televisión, al aparecer en diversas series y telefilmes, como Child of Darkness (1991) o Class of '61 (1993), ambas producciones para televisión. En esta primera etapa de su carrera se acreditaba como Joshua Lucas, cambiando posteriormente su nombre artístico a Josh Lucas.
Debutó en el cine en el año 1993, cuando intervino en la película Alive! (1993), con Ethan Hawke, dirigida por Frank Marshall y basada en el accidente aéreo sufrido en los años 70 por un equipo de rugby uruguayo en la cordillera de Los Andes. Posteriormente, y después de protagonizar una serie del oeste en Australia llamada Snowy River: The McGregor Saga (1994-1995), pudo ser visto en películas como Minotaur (1997), Harvest (1998) o Restless (1998), todas ellas en papeles secundarios. Más tarde su popularidad fue en aumento gracias a títulos como You Can Count On Me (2000), en la adaptación del libro de Bret Easton Ellis American Psycho (2000) protagonizada por Christian Bale o en la oscarizada A Beautiful Mind (2001) protagonizada por Russell Crowe y dirigida por Ron Howard, ésta le supuso una candidatura al Premio del Sindicato de Actores al mejor reparto.
Después participó en la comedia romántica Sweet Home Alabama (2002) protagonizada por Reese Witherspoon, que recaudó más de 180 millones de dólares en todo el mundo, y en la adaptación de cómic a la gran pantalla de Hulk (2003) con Eric Bana y Jennifer Connelly. Esta última acumuló 245 millones de dólares en las taquillas mundiales. Después protagonizó las superproducciones Stealth: la amenaza invisible (2005) junto a Jamie Foxx y Jessica Biel y la versión Poseidón (2006) en la que compartía cartel con Kurt Russell y Richard Dreyfuss. Ambas producciones no funcionaron como se esperaba en las taquillas y no contaron con el apoyo de la mayoría de la prensa especializada. Además intervino en el drama An Unfinished Life (2005) en la que aparecía con Robert Redford, Morgan Freeman y Jennifer López y en el drama deportivo Glory Road (2006). En 2005 debutó en Broadway en la obra El zoo de cristal, de Tennessee Williams, junto a Jessica Lange.

## Vida personal
Ha sido pareja de las actrices Salma Hayek, Heather Graham y Rachel McAdams.
Se casó con Jessica Ciencin Henriquez en 2012, separándose en 2014. Ambos tienen un hijo en común, Noah Rev Maurer (2012).

## Filmografía

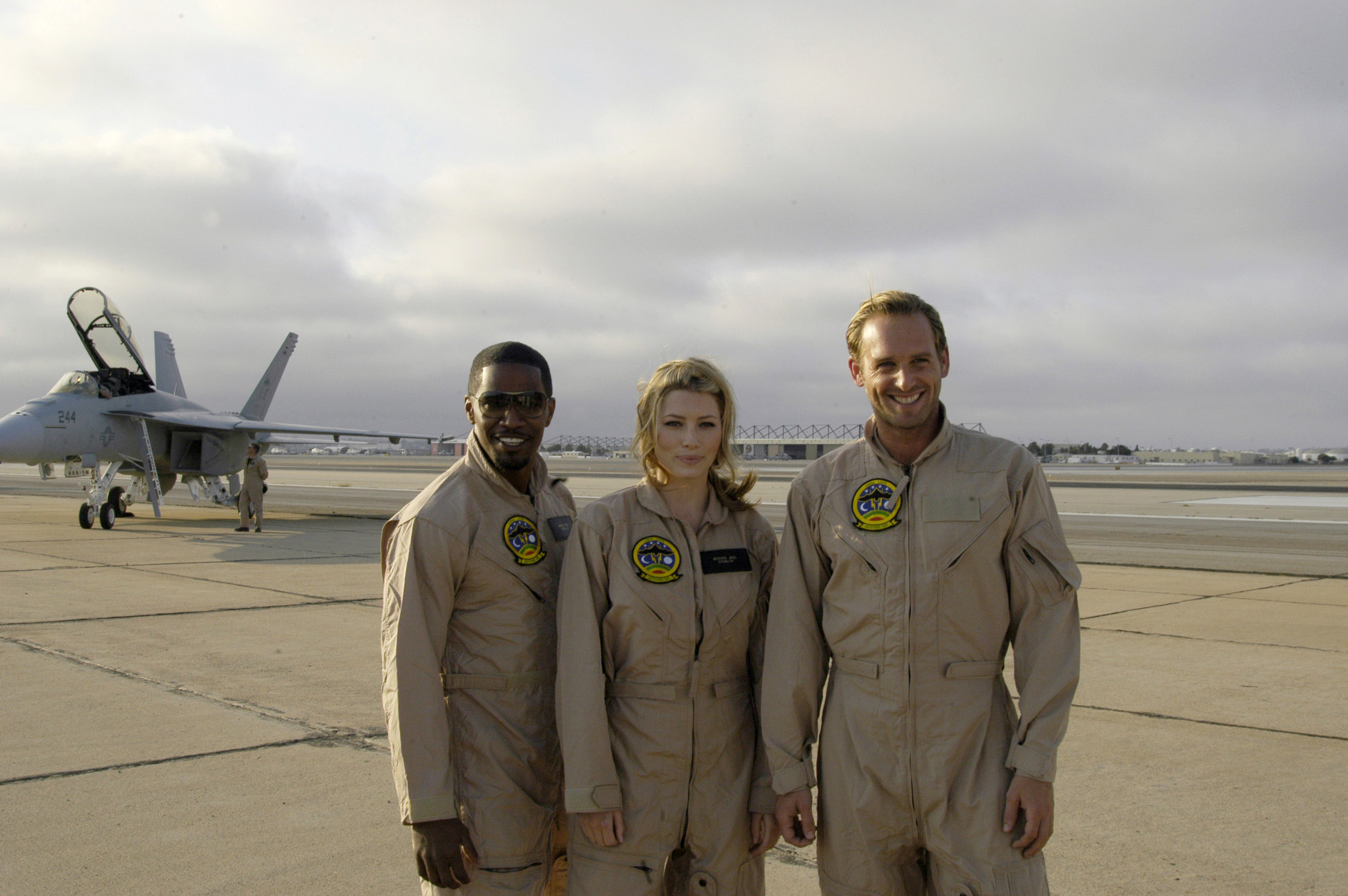
Jamie Foxx, Jessica Biel y Josh Lucas durante el rodaje de Stealth: la amenaza invisible (2005).

### Largometrajes
| Año  | Película                                            | Rol                       | Notas                                                                 |
| ---- | --------------------------------------------------- | ------------------------- | --------------------------------------------------------------------- |
| 1991 | Child of Darkness, Child of Light                   | John L. Jordan III        | Película para televisión                                              |
| 1993 | Father Hood                                         | Andy                      |                                                                       |
| 1993 | ¡Viven!                                             | Felipe Restano            |                                                                       |
| 1993 | Tiempos de guerra                                   | George Armstrong Custer   | Película para televisión                                              |
| 1996 | True Blue                                           | Dan Warren                |                                                                       |
| 1996 | Thinner                                             | Enfermero (no acreditado) |                                                                       |
| 1997 | The Definite Maybe                                  | Eric Traber               |                                                                       |
| 1997 | Minotaur                                            | G.R.                      |                                                                       |
| 1998 | Restless                                            | Jeff Hollingsworth        |                                                                       |
| 1998 | Harvest                                             | Clay Upton                | También conocida como Cash Crop                                       |
| 2000 | The Weight of Water                                 | Rich Janes                |                                                                       |
| 2000 | The Dancer                                          | Stephane                  |                                                                       |
| 2000 | Drop Back Ten                                       | Tom White                 |                                                                       |
| 2000 | Puedes contar conmigo                               | Rudy (Kolinski)           |                                                                       |
| 2000 | American Psycho                                     | Craig McDermott           |                                                                       |
| 2001 | When Strangers Appear                               | Peter                     |                                                                       |
| 2001 | Session 9                                           | Hank                      |                                                                       |
| 2001 | The Deep End                                        | Darby Reese               |                                                                       |
| 2002 | Sweet Home Alabama                                  | Jake Perry                |                                                                       |
| 2002 | Four Reasons                                        | Boy                       |                                                                       |
| 2002 | Coastlines                                          | Eddie Vance               |                                                                       |
| 2001 | A Beautiful Mind                                    | Hansen                    | Candidato al Premio del Sindicato de Actores al mejor reparto en 2002 |
| 2003 | Wonderland                                          | Ron Launius               |                                                                       |
| 2003 | Secondhand Lions                                    | Walter (Adulto)           |                                                                       |
| 2003 | Hulk                                                | Glenn Talbot              |                                                                       |
| 2004 | Around the Bend                                     | Jason Lair                |                                                                       |
| 2004 | Undertow, legado de violencia                       | Deel Munn                 |                                                                       |
| 2005 | An Unfinished Life                                  | Crane Curtis              |                                                                       |
| 2005 | Stealth: la amenaza invisible                       | Benn Gannon               |                                                                       |
| 2006 | Poseidón                                            | Dylan Johns               |                                                                       |
| 2006 | Camino a la gloria                                  | Don Haskins               |                                                                       |
| 2008 | Management                                          | Barry                     |                                                                       |
| 2008 | Death in Love                                       | Hijo mayor                |                                                                       |
| 2009 | Stolen Lives                                        | Matthew Wakefield         |                                                                       |
| 2009 | Tell-Tale                                           | Terry Bernard             |                                                                       |
| 2009 | Possible Side Effects                               | Max Hunt                  | Película para televisión                                              |
| 2010 | Life as We Know It                                  | Sam                       |                                                                       |
| 2010 | Daydream Nation                                     | Barry Anderson            |                                                                       |
| 2010 | William Vincent                                     | Boss                      | También conocida como Shadows & Lies                                  |
| 2010 | The Mystery of Peacock                              | Tom McGonigle             |                                                                       |
| 2011 | J. Edgar                                            | Charles Lindbergh         |                                                                       |
| 2011 | A Year in Mooring                                   | Joven marinero            |                                                                       |
| 2011 | The Lincoln Lawyer                                  | Ted Minton                |                                                                       |
| 2011 | Red Dog                                             | John                      |                                                                       |
| 2011 | Little Murder                                       | Ben Chaney                |                                                                       |
| 2012 | Stolen                                              | Vincent                   |                                                                       |
| 2013 | Wish You Well                                       | Cotton Longfellow         |                                                                       |
| 2013 | Occult                                              | Dolan                     | Película para televisión                                              |
| 2013 | Space Warriors                                      | Roy Manley                |                                                                       |
| 2013 | Big Sur                                             | Neal Cassady              |                                                                       |
| 2014 | Boychoir                                            | Gerard Owens              |                                                                       |
| 2014 | The Mend                                            | Mat                       |                                                                       |
| 2014 | Little Accidents                                    | Bill Doyle                |                                                                       |
| 2016 | Cortex                                              | Felix                     |                                                                       |
| 2016 | The Most Hated Woman in America                     | David Waters              |                                                                       |
| 2016 | Dear Eleanor                                        | Frank Morris              |                                                                       |
| 2016 | Youth in Oregon                                     | Danny Engersol            |                                                                       |
| 2017 | Mark Felt: The Man Who Brought Down the White House | Charlie Bates             |                                                                       |
| 2018 | What They Had                                       |                           |                                                                       |
| 2019 | Breakthrough                                        | Brian Smith               |                                                                       |
| 2019 | Ford v Ferrari                                      | Leo Beebe                 |                                                                       |
| 2020 | She dies tomorrow                                   | Doc                       |                                                                       |
| 2020 | The Secret: Dare to Dream                           | Bray                      |                                                                       |
| 2021 | The Forever Purge                                   | Dylan Tucker              |                                                                       |
| 2023 | Blood for Dust                                      | Paul                      |                                                                       |
| 2023 | The Black Demon                                     | Paul Sturgess             |                                                                       |

### Televisión

#### Series
| Año/s     | Serie                    | Personaje      | Notas                                                          |
| --------- | ------------------------ | -------------- | -------------------------------------------------------------- |
| 1990      | Life Goes On             | Dylan          | Personaje recurrente (1 episodio)                              |
| 1990      | True Colors              | Jonathan       | Personaje recurrente (1 episodio)                              |
| 1991      | Jake and the Fatman      | Jeff Boyce     | Personaje recurrente (1 episodio)                              |
| 1991      | Parker Lewis Can't Lose  | Evan           | Personaje recurrente (1 episodio)                              |
| 1994      | In the Heat of the Night | Todd Walker    | Personaje recurrente (1 episodio)                              |
| 1994-1995 | The Man of Snowy River   | Luke McGregor  | Personaje secundario (15 episodios)                            |
| 1999      | Cracker                  | Teniente Macy  | Personaje secundario (3 episodios)                             |
| 2012      | La tapadera              | Mitch McDeere  | Personaje principal (22 episodios)                             |
| 2014-2016 | The Mysteries of Laura   | Jake Broderick | Personaje principal (38 episodios)                             |
| 2018-2023 | Yellowstone              | John Dutton    | Recurrente en las temporadas 1 y 5; invitado en la temporada 2 |

## Premios
Premios del Sindicato de Actores
| Año  | Categoría                                        | Película         | Resultado |
| ---- | ------------------------------------------------ | ---------------- | --------- |
| 2002 | Premio del Sindicato de Actores al mejor reparto | A Beautiful Mind | Candidato |